# В Муми-дол приходит осень
«В Муми-дол приходит осень» — советский рисованный мультфильм 1983 года, снятый режиссёром Анатолием Аляшевым и частично основанный на сказке Туве Марики Янссон «Шляпа волшебника».

## Сюжет
В Муми-доле начинается осень. Все готовятся к зиме и запасаются едой. Вдруг у Муми-мамы пропадает сумка. Весь дом перевернули вверх дном в поисках, но в итоге оказалось, что сумку взяли Тофсла и Вифсла, потому что в ней было удобно спать. В честь нахождения пропажи в Муми-доле решили устроить праздник. На празднике Тофсла и Вифсла, проникшись доверием к семье Муми-тролля, решают раскрыть всем свой секрет и показать, что лежало в их чемоданчике. Таинственным предметом оказался «Королевский» рубин, о котором Муми-тролль рассказывал Снусмумрику на ночь. Морра, раздосадованная тем, что променяла чемодан Тофслы и Вифслы на волшебную шляпу, выкидывает цилиндр, но сама шляпа накрывает Морру и превращает её в стаю белых ворон.
Свет таинственного камня доходит до Луны, и там его замечает Чёрный Волшебник. Он спускается на Землю, чтобы забрать сокровище. Тофсла и Вифсла сначала не хотели отдавать ему рубин, но видя, как Волшебник исполняет самые заветные желания Муми-тролля и всех его друзей, они пожалели Волшебника и отдали драгоценность. Счастливый Волшебник возвращается к себе домой. После праздника в долину Муми-троллей приходит зима, и все обитатели впадают в спячку.

## Съёмочная группа
| режиссёр             | Анатолий Аляшев                                                        |
| сценарист            | Анатолий Аляшев                                                        |
| художник-постановщик | Евгения Стерлигова                                                     |
| художники            | Ф.Галимов, Наталия Портнова, Л. Дьячкова, Татьяна Костоусова, Р. Атлас |
| оператор             | Владимир Рожин                                                         |
| композитор           | Владимир Кобекин                                                       |
| звукорежиссёр        | Б. Берестецкий                                                         |
| редактор             | В. Хайдаров                                                            |
| монтажёр             | Л. Туровец                                                             |
| директор             | Л. Дема                                                                |

- Создатели приведены по титрам мультфильма

## Роли озвучивали
- Николай Литвинов — рассказчик, Вифсла
- Рогволд Суховерко — Тофсла, Чёрный волшебник
- Ирина Потоцкая — Муми-тролль
- Наталья Литвинова — Муми-мама
- Светлана Харлап — Снифф
- Агарь Власова — Снусмумрик
- Всеволод Ларионов — Хемуль, Муми-папа
- Галина Иванова — Фрёкен Снорк, луна
- Галина Кордуб — Морра

## Издания
Серия мультфильмов «Муми-дол» издавалась на диске «Шляпа Волшебника» в формате: MPEG-4 Video.